# 1656
Évszázadok: 16. század – 17. század – 18. század
Évtizedek: 1600-as évek – 1610-es évek – 1620-as évek – 1630-as évek – 1640-es évek – 1650-es évek – 1660-as évek – 1670-es évek – 1680-as évek – 1690-es évek – 1700-as évek
Évek: 1651 – 1652 – 1653 – 1654 –  1655 – 1656 – 1657 – 1658 – 1659 – 1660 – 1661

## Események

### Határozott dátumú események
- február 18. – Gołąbi csata.[1]
- március 15. – A jarosławi csatában a lengyel-litván sereg Stefan Czarniecki(wd) vezetésével győzelmet arat a X. Károly Gusztáv vezette svéd csapatok felett.[2]
- június 26. – Velence vereséget mér az Oszmán Birodalom flottájára a dardanelláki csatában.[3]
- július 28–30. – A lengyel királyi seregek a varsói ütközetben súlyos vereséget szenvednek a svéd-brandenburgi hadaktól és Varsó másodjára esik el.[4]
- szeptember 15. – Köprülü Mehmed lesz az Oszmán Birodalom nagyvezíre.[5]
- október 8. – A lengyelek és tatárok közös serege leveri a svédektől is támogatott poroszokat Prostken mellett.[4]
- december 6. – Radnóton svéd-porosz-ukrán-erdélyi paktumot(wd) kötnek a Lengyel-Litván Unió felosztásáról.[6]

### Határozatlan dátumú események
- az év folyamán –
  - Tatárdúlás Poroszországban.[7]
  - Köprülü Mehmed nagyvezír Gürdzsí Kenán ruméliai pasát neveziki a budai vilajet élére. (A pasa rövid ideig ugyan, de már egyszer betöltötte ezt a posztot.)[5]
  - A hollandok elfoglalják a portugálok uralta Ceylon szigetét, ezzel teljessé vált a holland fűszermonopólium.[8]

## Születések
- május 31. – Marin Marais, francia zeneszerző és viola da gamba-játékos († 1728)
- július 20. – Johann Bernhard Fischer von Erlach, osztrák barokk építész († 1723)
- október 29. – Edmond Halley, angol csillagász († 1742)
- december 11. – Johann Michael Rottmayr osztrák festő († 1730)